# Vivant
Vivant is een Belgische sociaalliberale politieke partij die in 1997 werd opgericht door ondernemer en politicus Roland Duchâtelet. Ze was actief in Vlaanderen en Brussel tot 2007, toen ze opging in Open Vld, en betwist sindsdien enkel nog verkiezingen in de Duitstalige Gemeenschap.

## Geschiedenis
Vivant ontstond uit de politieke partij BANAAN, die in 1995 aan de verkiezingen deelnam. Het voornamelijk economische gedachtegoed van Vivant was gebaseerd op het boek NV België: verslag aan de aandeelhouders, dat voorzitter Duchâtelet schreef in 1994. Daarnaast werden individuele vrijheid en een sterke sociale zekerheid in een context van vrije markteconomie als centrale thema's gesteld. Bij de federale parlementsverkiezingen van 1999 haalde de partij 130.701 stemmen (2,1%) voor de Kamer. Bij de federale verkiezingen van 2003 behaalde de partij, na interne strubbelingen, nog slechts 1,3% van de stemmen.
Bij de verkiezingen voor het Parlement van de Duitstalige Gemeenschap in juni 2004 behaalde de Vivant-lijst twee zetels, die bezet werden door Josef Meyer en Ernst Meyer. Voor de verkiezingen van het Vlaams Parlement werd, mede vanwege de invoering van de kiesdrempel van 5%, een kartel gevormd met de VLD. In maart 2006 werd Nele Lijnen senator voor de partij na coöptatie door de VLD.
Op 6 februari 2007 kondigde voorzitter Roland Duchâtelet aan dat de Nederlandstalige afdeling van zijn partij zou opgaan in de Open Vld. 's Anderendaags nuanceerde hij dit bericht door te beklemtonen dat Vivant als beweging zou blijven bestaan; de feitelijke fusie met VLD en het Liberaal Appèl, onder de vorm 'Open Vld', zou een bezegeling van de ideologische overeenkomsten tussen beide partijen zijn. Zo zouden er gelijkenissen zijn tussen de linkerflank van de VLD en Vivant enerzijds en zou het Vierde Burgermanifest van premier Guy Verhofstadt meerdere oorspronkelijk van Vivant afkomstige ideeën bevatten.
Sinds 2007 is uitsluitend actief in de Duitstalige Gemeenschap, en komt het alleen nog op voor de Europese verkiezingen en voor de verkiezingen voor het Duitstalige Parlement. In de legislatuurperiode 2024-2029 telt Vivant 4 verkozenen in het Duitstalig parlement: Michael Balter, Alain Mertes, Elena Peters en Diana Stiel.

## Standpunten
Vivant is een Belgische sociaalliberale politieke partij, actief enkel in de Duitstalige Gemeenschap van België. Hun huidige programma bevat enkele kernpunten gericht op sociale rechtvaardigheid, economische hervorming en directe democratie.
1. Basisinkomen: Vivant pleit voor de invoering van een basisinkomen voor elke burger. Dit zou de huidige sociale zekerheid vervangen en financiële zekerheid bieden aan alle burgers, terwijl bureaucratische rompslomp wordt verminderd.
2. Belastinghervorming: De partij stelt voor om belastingen op arbeid af te schaffen en te vervangen door een sociale belasting op producten. Dit systeem zou ervoor zorgen dat de consument, in plaats van de producent, de kosten draagt, waardoor een eerlijker systeem ontstaat dat iemands bijdrage aan de gemeenschap evenredig maakt met zijn of haar consumptie.
3. Bindende referenda: Vivant wil bindende referenda op volksinitiatief invoeren, wat burgers meer directe invloed geeft op belangrijke politieke beslissingen. Dit past binnen hun bredere visie van het bevorderen van directe democratie.
4. Lokale economieën: De partij zet zich in voor de stimulering van lokale economieën door KMO's te ondersteunen en lokaal ondernemerschap te bevorderen.
5. Milieu: Vivant hecht groot belang aan milieubescherming en duurzame ontwikkeling. Ze streven naar groene initiatieven en regelgeving die het milieu beschermen.
6. Gelijke kansen: Het garanderen van gelijke kansen, zowel financieel als sociaal, blijft een belangrijk uitgangspunt van de partij. Ze zetten zich in tegen ongelijkheid en voor inclusie in de samenleving